# السيد الفيل
السيد الفيل هو محافظ بنك السودان (13/9/1963 - 13/9/1967)

## الميلاد
ولد في امدرمان عام 1911

## مراحله التعليمية
- الأولية: في مدينة ود مدني حيث كان يعمل والده قاضيا شرعيا.
- الأوسط : مدرسة أم درمان الأميرية.
- كلية غردون قسم المحاسبين وتخرج في 1929م.
- نال زمالة المحاسبين والمراجعين القانونيين في عام 1952م.
- ابتعث لكندا لدراسة نظم الضرائب.

## مجالات العمل
- عمل محاسبا في مصلحة الأشغال العامة.
- مفتش حسابات مصلحة الأشغال العامة ثم نقل إلى وزارة المالية كبيراً المفتشين- قسم الميزانية.
- أنشأ مصلحة الضرائب بوزارة المالية وكان أول مدير لها.
- نائب محافظ بنك السودان 1959 – 1960م.
- مدير عام شركة جلاتي هانكي 1962م.
- محافظ بنك السودان 1964 – 1967م.
- كان ضمن المؤسسين للبنك الإفريقي للتنمية.
- ترأس مجلس إدارات عدد من البنوك والمؤسسات.

## النشاطات الأخرى
- أسس نادي الموردة الرياضي وأول سكرتير له وأول

سكرتير اتحاد الكره السوداني
- عضو في جمعية الهاشماب الأدبية وكان كاتبا وناقدا في مجلة الفجر. ساهم في تاسيس المسرح السوداني.وكان عرض المسرحيات يتم بحوش الفيل المورده
- عضوا ناشطا وفعالا في نادي الخريجين.
- توفي لرحمة مولاه في عام 1967م.